# Кіхну (волость)
Кі́гну (ест. Kihnu vald) — волость в Естонії, адміністративна одиниця повіту Пярнумаа. Волость розташована на однойменному острові в Ризькій затоці.

## Географічні дані
Площа волості — 16,8 км2, чисельність населення на 1 січня 2015 року становила 502 особи.

## Населені пункти
Адміністративний центр — село Сяере.
На території волості розташовані 4 села (ест. küla):
Лемсі (Lemsi), Лінакюла (Linaküla), Роотсікюла (Rootsiküla), Сяере (Sääre).

## Історія
21 травня 1992 року Кігнуська сільська рада була перетворена на волость.